# Medea (obra d'Eurípides)
|  | Aquest article tracta sobre l'obra teatral de d'Eurípides. Si cerqueu l'obra teatral de Sèneca, vegeu «Medea (obra de Sèneca)». |

Medea és una tragèdia d'Eurípides que formava part d'una tetralogia: les tragèdies Filoctetes i Dictis, i el drama satíric els Segadors. L'obra va ser representada en el seu conjunt per primera vegada l'any 431 a. C. a Atenes, dins de les festivitats de les Dionísia, en què va obtenir el tercer premi.

## Precedents a la trama
L'argument de la tragèdia ve precedit per la història de l'expedició de Jàson i els argonautes, els herois que van viatjar fins a Còlquida per apropiar-se del velló d'or. Segons la mitologia, Jàson va aconseguir el velló d'or gràcies a l'ajuda de Medea, la qual va trair al seu pare Eetes, rei de Còlquida, per amor a Jàson. A canvi de la seva cooperació, Jàson va fugir amb ella i s'hi va casar posteriorment.

## Personatges
- Dida
- Preceptor
- Medea
- Cor de dones
- Creont
- Jàson
- Egeu
- Missatger
- Fills de Medea i Jàson

## Argument
Quan Medea i Jàson arriben a Corint, Jàson es promet amb Creüsa, filla del rei Creont. Medea ha de sortir del país immediatament per ordre de Creont, però suplica al rei que la deixi estar-s'hi un dia més i ell li ho concedeix. Fingint gratitud, envia els seus fills amb regals per a Creüsa, un vestit i una corona d'or. La princesa mor enverinada en posar-se els presents i també mor Creont, en abraçar el cos inert de la seva filla. Medea, per acabar de consumar la seva venjança, mata els seus fills. La tragèdia finalitza quan Medea, preparada per fugir a Atenes en un carro protegit pel Sol, li mostra els cadàvers dels nens a Jàson, que queda horroritzat per l'infanticidi.

## Estructura externa
– Pròleg (v. 1-95): mitjançant un monòleg, la dida de Medea recorda les desgràcies anteriors
(mite dels argonautes i fugida de Medea i Jàson cap a Corint després d'enganyar les filles de Pèlias
perquè matessin son pare). També informa de l'estat anímic de la seva mestressa a causa de la
dissort que pateix. Tot seguit, els fills de Medea i el preceptor apareixen en escena. S'inicia un diàleg
entre la dida i el preceptor, que li conta un rumor que ha sentit: Creont, rei de Corint, desitja
expulsar de la ciutat Medea i els seus fills.
– Pàrode (v. 96-213): des de l'interior, Medea es lamenta per la seva desventura. La dida,
espantada pels planys, fa entrar a casa el preceptor i els fills perquè tem que la presència dels
infants encara li provoqui més còlera. Els gemecs de la mare no presagien res de bo i ja anticipen
desgràcies per als fills.
Després d'haver sentit els crits de Medea, el cor, format per dones de Corint, entra en l'escena i
respon als laments desesperats de Medea. Expressa la seva preocupació i demana a la dida que faci
sortir Medea per oferir-li paraules de consol i intentar calmar-la.
– Episodi I (v. 214-409): l'episodi està format per tres escenes. En la primera, Medea,
després d'explicar per què ha sortit del palau, es queixa de la condició de la dona a causa de la gran
desigualtat entre ambdós sexes. Tot seguit, manifesta el desig de venjar-se d'aquells que li causen
patiments i demana a les dones del cor que guardin el secret.
A la segona, apareix Creont en persona per comunicar a Medea que ha decidit desterrar-la del país,
juntament amb els fills. Medea, astutament, lloa el rei fent-li creure que entén que ha pres el
determini pel bé de la seva filla i li demana poder romandre un dia més, abans de partir, amb
l'excusa de preparar el viatge i trobar recursos per als infants.
En la tercera escena, després que el rei hagi marxat, Medea explica al cor que la seva actitud
suplicant era tan sols un engany i que ha pensat un pla: amb les seves metzines matarà Jàson, la
nova esposa i Creont.
– Estàsim I (v. 416-445): el cor es lamenta per la trista situació de Medea i critica la
conducta de Jàson per haver violat els juraments de fidelitat.
– Episodi II (v. 446-626): es produeix l'escena central, l'agon, en què apareixen els dos
personatges centrals de la tragèdia: Jàson i Medea. Ell, egoista i cínic, parla amb una lògica
utilitària i una retòrica emfàtica a base d'arguments subtils: pretén convèncer Medea que el
matrimoni amb Glauce ha estat per un interès comú. Ella, per contra, ensorra els seus arguments, li
retreu que ha jugat amb ella només per beneficiar-se'n i rebutja l'ajuda que li ofereix.
– Estàsim II (v. 627-662): les dones del cor exalcen el poder de Cipris, dea de l'amor, i la
invoquen per evitar que les passions massa intenses acabin malament i per no haver de fugir de la
pàtria.
– Episodi III (663-823): l'episodi està format per dues escenes. En la primera, es desenvolupa la
trobada i el diàleg entre Medea i Egeu, rei d'Atenes, que s'atura a Corint després d'haver anat a
consultar l'oracle de Delfos perquè no ha pogut tenir fills. Ella s'interessa per la seva situació i,
després de suplicar-li i negociar hàbilment, aconsegueix la promesa que, si arriba al seu reialme, serà
refugiada i protegida dels corintis.
En la segona escena, Medea queda tota sola amb el cor i exposa els seus plans: farà creure a Jàson
que està d'acord amb la seva actuació i per mitjà dels fills enviarà un regal a la núvia (un peple i una
corona d'or amb verí), amb el qual morirà. Posteriorment, es venjarà del marit matant els dos fills i
fugirà cap a Atenes. El corifeu li prohibeix dur a terme tals actes, però Medea no cedeix i envia la
dida a fer venir Jàson per iniciar el seu projecte.
– Estàsim III (v. 824-865): el cor elogia Atenes, la ciutat que acollirà Medea. La lloança es
converteix en un himne en honor de la ciutat, en què es fa referència al clima, al cel, als vents i al riu Cefís. Tot seguit, el cor s'horroritza davant la impietat dels actes de Medea i tracta de dissuadir-la'n.
– Episodi IV (v. 866-975): es produeix un nou diàleg entre Jàson i Medea. Ella fingeix
penedir-se de la seva actuació anterior i fa creure a Jàson que comprèn i accepta el seu nou
matrimoni. Per convèncer, suposadament, Creont de no exiliar els fills, els envia amb els obsequis
mortífers cap a la princesa i els insta a tornar com més aviat millor.
– Estàsim IV (v. 976-1001): el cor es lamenta per la desgràcia que sobrevindrà als
personatges del drama.
– Episodi V (v. 1002-1250): està format per dues escenes, separades per una intervenció del
cor. En la primera, el preceptor arriba amb els fills i informa que han donat els regals. Queden en
escena els fills i Medea, que pronuncia un monòleg en què es debat per l'ànsia de venjança i l'amor
maternal. Finalment, l'orgull s'imposa, els abraça per última vegada i s'aparta esperant rebre notícies
del palau.
El cor intervé per disminuir la tensió i per ocupar el temps necessari perquè arribin notícies a
Medea. En la segona escena, apareix un missatger que explica amb detall com s'ha produït la mort
de Creont i sa filla. Aleshores, Medea s'autoconvenç de donar mort als fills, deixant de banda
qualsevol sentiment maternal.
– Estàsim V (v. 1251-1292): el cor invoca la Terra i Hèlios perquè aturin l'infanticidi. Tot i
això, Medea està cometent el crim i se senten els crits dels infants.
– Èxode (v. 1293-1419): Jàson, conscient de la mort de Creont i Glauce, reapareix i cerca els
fills per evitar que els corintis es vengin d'ells per la mort dels sobirans. El cor l'informa que Medea
els ha matat i Jàson, impacient, es dirigeix a la casa per veure els cossos i castigar l'assassina. Ella
apareix damunt un carro tirat per dragons alats amb els cadàvers als peus. Es produeix el darrer
diàleg entre ambdós, en què es fan retrets i acusacions sobre qui té la culpa de la mort dels fills. Finalment, Medea parla d'unes cerimònies en honor dels fills morts i de la terrible vellesa i mort que
esperen a Jàson. Ell acaba lamentant-se i el corifeu realitza l'última intervenció.

## Traduccions al català
- Medea, traducció de Joan Alberich i Mariné. Barcelona: Irina, 1990
- Medea, traducció d'Àngela Carramiñana i Pérez. Barcelona: La Magrana, 1994
- Medea, traducció de Jaume Almirall i Sardà. Barcelona: Fundació Bernat Metge, 2016